# Sven Somme
Sven Abrahamsson Somme, troligen död 1624, var en svensk ämbetsman och militär.

## Biografi
Sven Somme var son till Abraham Germundsson (Somme) och Märta Christiernsdotter (Siöblad). Han blev 22 maj 1599 häradshövding i Konga härad och stannade där fram till 1606. Somme var från 1612 till 1618 häradshövding i Vifolka härad. Han blev 1 mars 1601 hövitsman på Wolmar i Livland, blev 10 maj 1605 befälhavare för en fana ryttare i Östergötland. Somme avled troligen 1624.

### Egendom
Somme hade år 1600 Götevi säteri i Ekeby socken som sätesgård, från 1605 till 1610 hade han Botorp i Linderås socken som sätesgård, från 1613 till 1615 hade han Kleva i Björnlunda socken som sätesgård och från 1617 Götvik i Ekeby socken. Han ägde bland annat jord i  Aspelands härad, Norra Vedbo härad och Västbo härad i Småland, samt Göstrings härad och Valkebo härad i Östergötland. Somme hade från 1605 till 1607 Väckelsångs socken i förläning.

### Familj
Somme gifte sig senast 1607 med Karin Persdotter Kijl (levde 1641), dotter av översten och befallningsmannen Per Kijl och Agneta Arvidsdotter (Drake). Karin Persdotter var änka efter ryttmästaren Per Lillie.